# Herb powiatu warszawskiego zachodniego

Herb powiatu w latach 2000-2012

Herb powiatu warszawskiego zachodniego – jeden z symboli powiatu warszawskiego zachodniego, ustanowiony 30 czerwca 2000, ze zmianą 19 września 2012.

## Wygląd i symbolika
Herb przedstawia na tarczy czwórdzielnej w krzyż, w polu 1 i 4 czerwonym orzeł srebrny z dziobem, przepaską i łapami złotymi, w polu 2 i 3 srebrnym smok kroczący zielony z językiem i łapami czerwonymi. Herb ten jako herb księstwa czersko-warszawskiego po raz pierwszy pojawił się na pieczęci księcia mazowieckiego Janusza I w XIV wieku i związany jest z podziałem księstwa mazowieckiego pomiędzy synów księcia Siemowita III, tj. Janusza I i Siemowita IV oraz rozdziałem na księstwo płockie i czersko-warszawskie. Smok pochodzi z herbu ziemi czerskiej, znany jest też z chorągwi księcia Janusza z bitwy pod Grunwaldem. Herb używany był do czasu inkorporacji Mazowsza do Korony w 1526. 